# Campanha presidencial de Barack Obama em 2012
Em 4 de abril de 2011, o presidente Barack Obama anunciou formalmente sua campanha a reeleição em 2012. Ele enfrentou um candidato do Partido Republicano e também de outros partidos, a eleição foi marcada para ser realizada em 6 de novembro de 2012, em uma terça-feira.
A campanha tem como sua sede Chicago, e membros da campanha de 2008, como David Plouffe e Axelrod David. Em publicação do The Guardian disse que essa será a primeira campanha que terá ferramentas como o Twitter e o Facebook.

## Primeiras etapas

### Pré anúncio

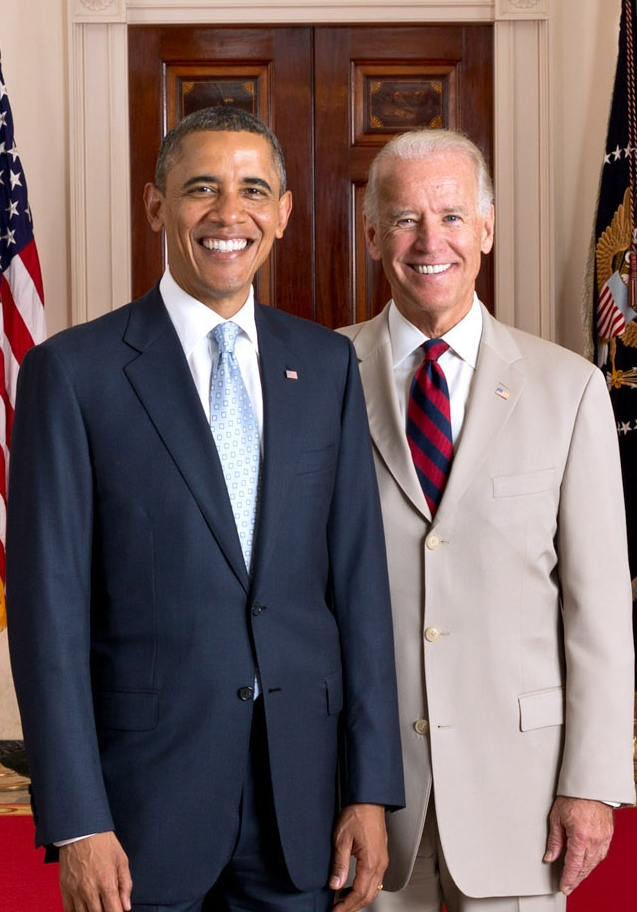
Obama e seu vice, Joe Biden.

Após a eleição presidencial de 2008, Obama foi empossado como o 44º presidente dos Estados Unidos. Durante sua presidência, Obama assinou dois estímulos a economia - a recuperação Americana e o reinvestimento em fevereiro de 2009 e os benefícios fiscais, instauração do seguro-desemprego, e a Lei de criação de mais empregos em dezembro de 2010. Obama assinou o New Start, um tratado de controle de armas com a Rússia, começou gradualmente a retirar tropas do Iraque, e começou a aumentar tropas americanas no Afeganistão, e reforçou a zona de exclusão aérea sobre a Líbia. Em 1 de maio de 2011, o presidente Obama anunciou que uma pequena equipe das forças militares tinham matado Osama bin Laden no Paquistão, segundo a Casa Branca a operação iniciou após ordens diretas do presidente. Após a eleições intercalares 2010 havia muita especulação sobre os detalhes da campanha de reeleição do presidente. Havia muitos que especulam que sua campanha levantaria mais de um bilhão de dólares.

### Anúncio
Em 4 de abril de 2011, o presidente Obama anunciou oficialmente sua candidatura à reeleição. Se reeleito, que seria seu segundo e último mandato, segundo à emenda 22 à Constituição dos Estados Unidos. O anúncio foi feito através de um vídeo online intitulado como "It Begins With Us", que Obama postou em seu site de campanha. O presidente também preencheram formulários oficiais com a FEC em 4 de abril.

### Sede
Assim como 2008, sua campanha terá sede em seu estado natal o Illinois, baseada em Chicago, em um Prudential Plaza. A decisão de criar a sede de campanha em Chicago, em vez de Washington, D.C. é um movimento histórico. Nenhum presidente incumbente teve sua sede de campanha fora Washington. A decisão de ter sede de campanha fora de Washington foi principalmente para construir um apoio popular.

## Pessoas chave

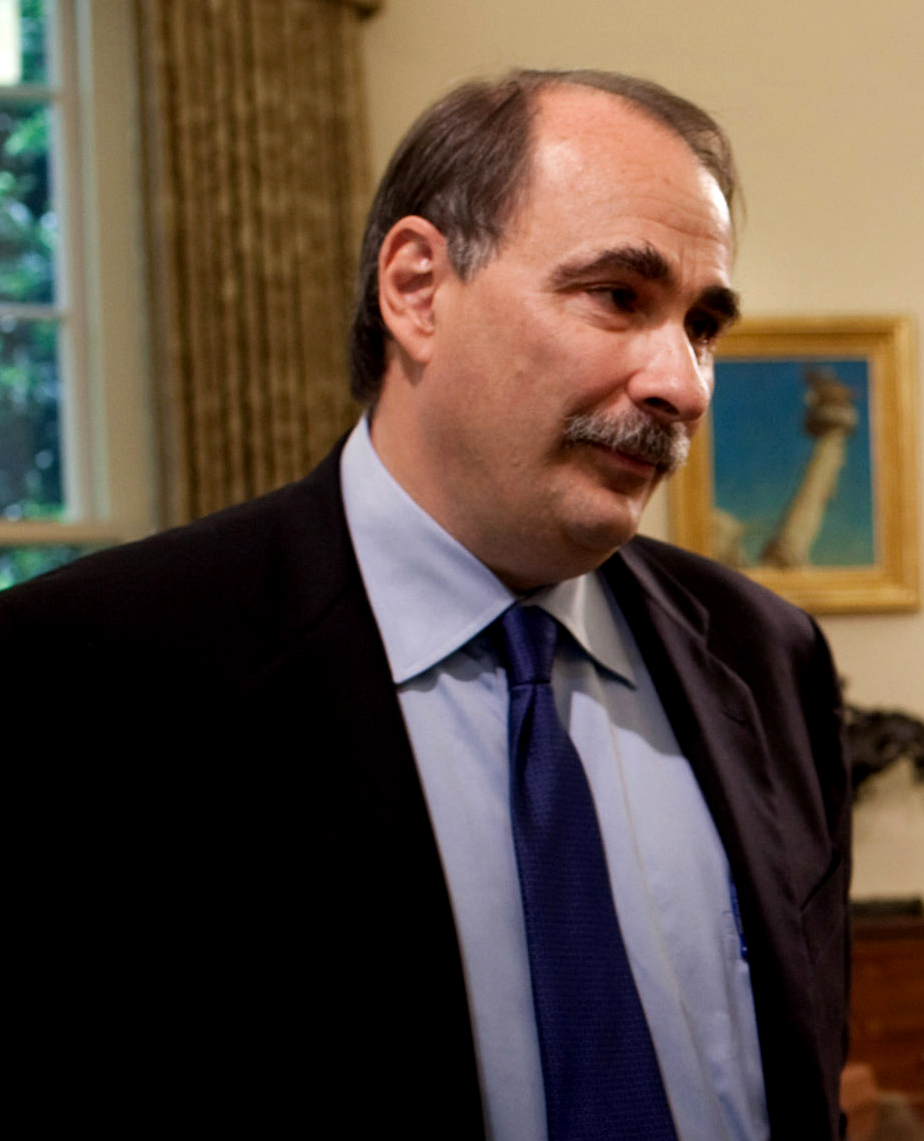
David Axelrod trabalhou na área de comunicação

Muitas das pessoas-chave da campanha de 2008 de sucesso são esperados para retornar a campanha de 2012. David Axelrod, que foi encarregado da mídia em 2008 e que trabalhou na Casa Branca como conselheiro sênior do presidente entre 2009 até 2011, retornou a Chicago para trabalhar na campanha, na área de comunicação. Jim Messina, que trabalhou na Casa Branca como vice-chefe de operações (Deputy Chief of Staff) entre 2009 até 2011, se mudou para Chicago para servir como gerente de campanha. Mateus Barzun, o embaixador dos Estados Unidos para a Suécia, foi o presidente de finanças. Jennifer O'Malley Dillon, que trabalhou no Comitê Nacional Democrata como diretora executivo, foi nomeado vice-diretor de campanha. A gerente de campanha do vice foi Julianna Smoot, que era a diretora financeira de 2008 e foi trabalhou por pouco tempo na Casa Branca. Ben LaBolt serviu como secretário de imprensa á nível nacional. LaBolt trabalhou para Sherrod Brown na campanha para senado em 2006 pelo Ohio, trabalhou como secretário de imprensa quando Obama era senador, e também trabalhou para a campanha de 2008, trabalhou como secretário de Imprensa na Casa Branca, e atualmente trabalha para o prefeito de Chicago Rahm Emanuel, Emanunel deverá desempenhar um papel importante na campanha. Emanuel serviu como Chefe do Gabinete da Casa Branca entre janeiro de 2009 até Outubro de 2010 e trabalhou com o presidente Bill Clinton nas campanhas de 1992 e 1996. Katie Hogan, que trabalhou na campanha de 2008, serviu como vice-secretária de imprensa. Rufus Gifford serviu como Diretor de Finanças, Elizabeth Lowery servirá como vice-diretora de Finanças, Jeremy Bird serviu como diretor nacional, Marlon Marshall serviu como vice-diretor a nível nacional, e Elizabeth Jarvis-Shean serviu como diretora de pesquisa. Katherine Archuleta foi nomeado diretora político.

## Arrecadação
A campanha começou a aceitar doações pelo seu site em 4 de abril de 2011, no mesmo dia em que Obama anunciou sua candidatura. Nas primeiras 24 horas, mais de 10.000 doações foram feitas. Sua primeira campanha para levantar fundos foi em Chicago. Ele também fez campanha de arrecadação em San Francisco, Los Angeles e Nova Iorque em abril de 2011. Em 29 de abril de 2011, foi anunciado que Matthew Barzun, o embaixador dos Estados Unidos na Suécia, seria o presidente de finanças. Muitas fontes afirmaram que a campanha de Obama seria a primeira a levantar mais de 1 bilhão de dólares. Em março de 2011, Jim Messina reuniu um grupo de doadores, o grupo doou US$ 350 mil. A comunidade LGBT doou um valor recorde até agora para a campanha. Durante o primeiro trimestre de 2011, a campanha já tinha arrecadado US$ 86 milhões.

## Opinião pública

### Pesquisas de opinião
Em uma pesquisa de março de 2011 da Pew sondagem, Obama manteve uma vantagem de 47% para 37%, era semelhante à do ex-presidente George W. Bush e a de Bill Clinton.